# 저스틴 헤일리
저스틴 케이스 헤일리(Justin Case Haley, 1991년 6월 16일 ~ )는 미국의 야구 선수이자, 전 미국 내셔널 리그 샌프란시스코 자이언츠의 투수이다.

## 미국 프로야구 시절
2017년에 미네소타 트윈스에 입단하였다.

## 한국 프로야구 시절

### 삼성 라이온즈시절
2019년에 리살베르토 보니야를 대체할 외국인 투수로 영입되었다. 초반에 좋은 모습을 보였으나, 중반 부상 여파로 구위와 구속이 떨어졌고 평균자책점이 급격히 오르면서 방출됐다.

## 미국 프로야구 복귀
2019년 8월에 샌프란시스코 자이언츠와 마이너 계약을 했다.